# Campeonato Europeu de Voleibol Masculino Sub-18
O Campeonato Europeu de Voleibol Masculino Sub-18 é uma competição organizada pela Confederação Europeia de Voleibol (CEV) que reúne a cada 2 anos as seleções infanto-juvenis de voleibol da Europa, reservada a jogadores com idade inferior a 18 anos. Sua primeira edição ocorreu em 1995, na Espanha e teve como campeã a Rússia. 

## História
Maior potência do voleibol europeu como um todo, a seleção russa tambem possui uma presença marcante neste torneio, tendo conquistado o título em todas as cinco finais que participou até o momento. A França, que é uma força considerável nas categorias de base, é a segunda maior campeã do torneio com dois títulos, ao lado da tradicional Polônia. 
Além desses, Itália e Sérvia, grande forças no voleibol masculino, possuem um título cada; também com um título tem-se a Chéquia, antiga potência europeia, ainda como Tchecoslováquia, que nos últimos anos tem intensificado seu projeto nas categorias de base. Com menos destaques, encontramos a tradicional Alemanha, com uma prata, as recentes expressivas Bélgica e Turquia, com dois bronzes cada, e a modesta Grécia, com uma prata.

## Quadro geral
| Ordem | País     | Medalha de ouro | Medalha de prata | Medalha de bronze | Total |
| ----- | -------- | --------------- | ---------------- | ----------------- | ----- |
| 1     | Rússia   | 5               | 0                | 2                 | 7     |
| 2     | Polônia  | 3               | 4                | 4                 | 11    |
| 3     | França   | 3               | 3                | 1                 | 7     |
| 4     | Itália   | 2               | 4                | 3                 | 9     |
| 5     | Chéquia  | 1               | 2                | 1                 | 4     |
| 6     | Alemanha | 1               | 1                | 0                 | 2     |
| 6     | Sérvia   | 1               | 1                | 0                 | 2     |
| 8     | Grécia   | 0               | 1                | 0                 | 1     |
| 9     | Bélgica  | 0               | 0                | 2                 | 2     |
| 9     | Turquia  | 0               | 0                | 2                 | 2     |
| 10    | Bulgária | 0               | 0                | 1                 | 1     |